# ضيفد تنزاني
ضيفد تنزاني (الاسم العلمي: Dyschoriste tanzaniensis) هو نوع من النباتات يتبع جنس الضيفد من الفصيلة الأقنتية.